# Backmurarbi
Backmurarbi (Osmia parietina) är en biart som beskrevs av Curtis 1828. Backmurarbi ingår i släktet murarbin och familjen buksamlarbin. Inga underarter finns listade.

## Utseende
Ett övervägande svart bi, med rödbrun päls på mellankroppen och svart bakkropp med blåaktig metallglans. På buken har honan kraftig, svart päls som hon (likt alla buksamlarbin) använder för att samla pollen. Arten är ett tämligen stort bi, med en kroppslängd mellan 12 och 18 mm.

## Ekologi
Backmurarbiet är ett solälskande bi som föredrar ängs- och gräsmarker samt skogsgläntor rika på käringtand, vilken är dess troligen enda pollenkälla. Vissa forskare anser dock att den, åtminstone i delar av sitt utbredningsområde, är mera av en generalist, i alla fall vad gäller andra arter i familjen ärtväxter (dit käringtand hör). När det gäller nektar har den, förutom käringtand, även rapporterats från björnbär, revsuga, rödklöver, smultron, hästskoväppling (Hippocrepis comosa), stor fetknopp och teveronika. Flygperioden varar mellan maj och juli

### Fortplantning
Arten är ett solitärt (icke samhällslevande) bi; honan bygger ett larvbo i solexponerade håligheter som utrymmen i stenmurar, sprickor i stenar och dött trä. I boet konstruerar hon flera larvceller av uppblött sand eller gyttja, var och en innehållande ett ägg och proviant i form av nektar och pollen. Det förekommer att bona angrips av kleptoparasiten svartbent plankstekel och parasitstekeln Chrysura hirsuta.

## Utbredning
Backmurarbiet finns i Europa från Storbritannien i väster till östra Ryssland och Grekland i öster, och från mitten av Spanien i söder till Sverige och Finland i norr.